# GORSE
『GORSE』（ゴース）は、原作徳川トモ、田中渉と作画兄崎ゆなによる日本の漫画作品。『裏サンデー』（小学館）にて2020年7月3日より連載。『マンガワン』（同）では同年6月26日より先行配信され、12月23日に最終話を配信した。

## あらすじ
人間社会に紛れ込んで生き続ける吸血鬼＝須郷と、女子高生のマナ。ある同じ目的を持つ2人は、人間社会に潜む様々な怪奇事件に巻き込まれながら、そこに存在する人間の悪意と不条理、矛盾を炙り出して行く。事件の真相を暴いていくにつれて、須郷とマナはそれぞれの目的に近づいて行くと同時に、2人の隠された過去の秘密も明かされていくことになるが―。

## 登場人物

### 主要人物
川上 マナ（かわかみ マナ）
黒髪ストレートヘアの女子高校生。
過去に襲われそうになっていたところを須郷によって助けられたが、その時に須郷の事を『知ってる』と感じた。
須郷（すごう）
黒髪に長身で黒い服を着た吸血鬼で、血をなめると『血の記憶』というものが見える能力を持っている。
「人と話すときはちゃんと目を見て話せ」が口癖。牛乳が好き。

### 聖清学園（せいせいがくえん）
貧困家庭の生徒たちのために授業料、教材、給食などが無償化されたミッションスクール。
長縄 尚子（ながなわ なおこ）
オカルト好きの不思議ちゃん。
マナとは変わり者同士仲良くしたい様子。
平原 さくら（ひらはら さくら）
聖清学園に転校してきた女子高校生。
14歳の時に両親が離婚し、母方の実家に引っ越すため都内の学校から聖清学園に転校することになった。

## 書誌情報
- 徳川トモ・田中渉（原作）・兄崎ゆな（作画）『GORSE』小学館〈裏少年サンデーコミックス〉、全2巻
  1. 2020年9月18日発売[3]、ISBN 978-4-09-850256-1
  2. 2021年2月26日発売[4]
電子書籍のみの発売。